# نیکون کولپیکس ۹۹۵
نیکون کولپیکس ۹۹۵ (به انگلیسی: Nikon Coolpix 995) یک دوربین عکاسی کامپکت ساخت شرکت نیکون است.